# Giessenburg
Giessenburg (autrefois appelé Giessen-Nieuwkerk) est un village néerlandais situé dans la commune de Molenlanden en Hollande-Méridionale, le long de la Giessen. En 2006 le village comptait 4 800 habitants. Giessenburg est également une ancienne commune de la Hollande-Méridionale.
Le village a été créé en 1957 par la fusion des villages de Giessen-Nieuwkerk et de Peursum. La commune de Giessenburg, créée la même année, comprenait également le village de Giessen-Oudekerk.

## Château de Giessenburg
Giessenburg est également le nom d'un ancien château fort érigé au milieu du XVe siècle sur une île dans la Giessen, non loin du bourg de Giessen-Nieuwkerk. Ce nom de Giessenburg vient de château de Giessen (Giessenburcht) ou château Giessenburg.Tout d'abord, une tour en bois a été construite sur la rivière Giessen en 1411 pour renforcer le comté de Hollande lors des guerres d'Arkel. Arent van Gent, confident des comtes hollandais, reçut la tour en 1412. Il a remplacé la structure en bois par une tour résidentielle en pierre et a creusé un fossé autour pour en améliorer la défense. Il fut le premier à s'appeler seigneur de Giessenburg. Ce château et ses habitants ont joué un rôle important dans le développement de la région autour de la Giessen. Au XVIIe siècle, le château et ses fiefs de Giessenburg et de Giessen-Nieuwkerk appartenaient à la famille Van Marlot de La Haye. Louis de Marlot a probablement agrandi le simple donjon en pierre en un domaine à part entière vers 1665. Les seigneurs de Giessenburg (plus tard d'Ablaing van Giessenburg (nl)) étaient également les intendants des eaux héréditaires de l'Office des eaux (nl), l'Overwaard (nl). Le château-fort a été démantelé et démoli vers 1800.

## Sources
- (nl) Cet article est partiellement ou en totalité issu de l’article de Wikipédia en néerlandais intitulé « Giessenburg » (voir la liste des auteurs).
- (nl) Hoven, Frank van den, De Topografische Gids van Nederland, 1997, Éd. Filatop, Amersfoort.